# Опорные сети Интернета

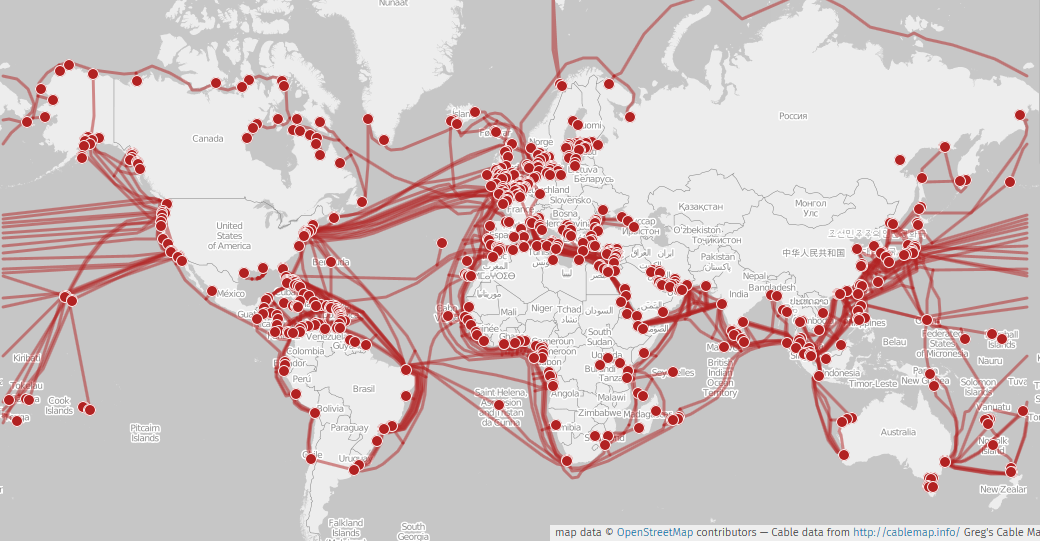
Карта мировых подводных цифровых кабелей (2015)

Опорная сеть Интернета (англ. Internet backbone) — главные магистрали передачи данных между огромными, стратегически взаимосвязанными сетями и основными маршрутизаторами в Интернете. Эти магистрали передачи данных контролируются коммерческими, государственными, научными и другими высокопроизводительными центрами, точками обмена трафиком и точками доступа к сети, которые обмениваются интернет-трафиком между странами и континентами. Интернет-провайдеры (часто Tier-1-операторы) участвуют в обмене трафиком опорной сети Интернета с помощью частным образом заключённых соглашений о соединениях сетей, главным образом по принципу пиринга. По данным ComNews, крупнейшие магистральные операторы связи в России на 2019 год включают «Ростелеком», «МТС», «ВымпелКом» (Beeline), «МегаФон», «ТрансТелеКом» и RETN.
Магистральная сеть связи — транспортная телекоммуникационная инфраструктура для предоставления услуг связи. Как правило, магистральная сеть связи выстраивается на собственных или арендованных волоконно-оптических линиях с использованием высокоскоростного или низкоскоростного канального оборудования связи.

## История
Первой опорной сетью Интернета в 1986 году стала NSFNet. Хотя официально она была ограничена некоммерческим применением, коммерческие компании также подключались к ней в возрастающем количестве, что создало условия для последующей коммерциализации Интернета. В 1994 году опорная сеть Интернета была приватизирована: коммерческие компании взялись доставлять интернет-трафик на дальние дистанции, что позволило отказаться от сети NSFNet, которую финансировало правительство США. Четырьмя крупнейшими частными провайдерами сетевой связи на дальние расстояния стали UUNet, AT&T, Sprint и Level 3.

## Региональные опорные сети

### О магистральных сетях связи в России
Магистральные сети связи в России делятся на два сегмента:
- сегмент международной канальной ёмкости в направлении «Москва — Санкт-Петербург — Хельсинки — Стокгольм»;
- сегмент внутрироссийских каналов.

## Магистральные операторы связи в России
Крупнейшие магистральные операторы связи в России по данным ComNews (2019) и официальных операторов:
| №  | Оператор связи                  | Протяжённость сети (тыс. км) | Карта сети                        |
| -- | ------------------------------- | ---------------------------- | --------------------------------- |
| 1  | «Ростелеком»                    | 500                          | Опорная сеть Ростелеком           |
| 2  | «МТС»                           | 243                          | Карта сети (ComNews, 2019)        |
| 3  | «ВымпелКом» (Beeline)           | 183                          | Карта сети Beeline Business (PDF) |
| 4  | «МегаФон» (с учётом «Синтерры») | 136                          | Карта сети МегаФон                |
| 5  | «ТрансТелеКом» (ТТК)            | 78                           | Сеть ТТК                          |
| 6  | «RETN»                          | 42                           | RETN Network maps                 |
| 7  | «Старт Телеком»                 | 16                           | Архив карты сети                  |
| 8  | «Зуммер»                        | 13,8                         | Архив карты сети                  |
| 9  | «Раском»                        | 17                           | Сеть Раском                       |
| 10 | «TeliaSonera»                   | 2                            | Архив карты сети                  |
| 11 | АО «Квантум»                    | 1,5                          | —                                 |

## Международные опорные сети
В 1995 году была создана международная магистральная сеть для обмена мультивещательным трафиком Mbone. На её основе с 1997 до 2008 работала система виртуальных комнат видеоконференций.